# Вінцас Рамонас
Вінцас Рамонас (Раманаускас) (14 січня 1905, село Тракішкес Маріямпольського повіту — 1985, Чикаго, США) — литовський письменник, викладач.

## Життєпис
У 1924 закінчив гімназію імені Ригішку Йонаса в Маріямполе.
У 1924—1928 рр. Рамонас вивчав литовську та німецьку мови та літератури, а також педагогіку в Каунаському університеті Вітовта Великого. Його письменницький шлях розпочався в 1924—1928 рр. У цей період його оповідання публікувалися в періодиці.
У 1926 Рамонас став учителем Маріямпольської класичної гімназії, заснованої чернечим орденом маріан.
У 1938—1943 рр. викладав литовську мову в Маріямпольській учительській семінарії, у 1944 р. — у Маріямпольській жіночій гімназії.
У 1944 Рамонас виїхав до Німеччини. У 1945—1946 жив в Ухте, де викладав у литовській гімназії в таборі виселених.
У 1948—1950 рр. виїхав до Австралії. Там працював у службі лісорозвідки. У 1950 прибув до США і оселився в Чикаго, де помер у 1985.

## Письменницька діяльність
Хоча Рамонас написав небагато творів — лише два романи та дві збірки оповідань, — він став одним із провідних майстрів прози литовської емігрантської літератури.
Вінцаса Рамонаса, який дебютував у довоєнній Литві, називали письменником виняткового художнього мислення та імпресіоністичної поетики. До збірки «Пил для червоного заходу» увійшла більша частина його творчої спадщини: однойменний роман «Пил для червоного заходу», оповідання зі збірок «Dailininkas Rauba» та «Miglotas rytas», а також як оповідання, опубліковані в періодиці.
Роман «Пил для червоного заходу», опублікований у 1943 році. в газеті «Ateitis», розповідає про першу совєцьку окупацію, змальовує нові стосунки між литовськими міщанами. Автор створює інтригуючий, динамічний сюжет із багатьма привабливими діалогами, що розкривають поведінку людей у критичні історичні моменти.
У найзначнішому зі своїх творів романі «Хрести» В. Рамонас вивів литовську прозу на якісно новий рівень. Це другий роман В. Рамонаса. Він був опублікований в Німеччині в 1947 і отримав нагороду BALF (Об'єднаної фундації американських литовців). Дія «Хрестів» розгортається в часи першої совєцької окупації. Хоча роман подекуди розкриває конфлікт між християнською ідеологією та ліберальним матеріалізмом, здебільшого в ньому зображено повсякденне життя епохи литовської трагедії. У романі розглядаються проблеми світогляду, але більшу роль у ньому відіграють людські конфлікти, які залишаються поза увагою глобальних історичних подій. На історичному тлі автор відображає багато типових моментів сільського повсякденного життя, психологічно вмотивованих характерів, здорову мудрість і здоровий глузд селян в оцінці нових обставин свого життя.
У розмові з редактором Draugo. О. Й. Прунскісом (1950) Вінчас Рамонас розповів про творчий процес свого роману «Хрести»:
|  | «Я написав його за три місяці. Тоді я був учителем середньої школи і писав роман, тому працював по 12-14 годин на добу. Коли у мене була ідея, образ і живі люди перед очима, тоді треба було сідати і писати. Перед тим, як писати, я два тижні «нічого не робив», просто ходив міським садом і думав. Те «нічого не робити» насправді було створенням роману». |

Чимало литовських читачів вважають романи В. Рамонаса «Пил на червоному заході» та «Хрести» творами, написаними під враженнями від першої совєцької окупації Литви. Водночас сам письменник стверджує, що його найважливішим творчим завданням було не зобразити потрясіння, викликане тією окупацією, а показати кілька характерів, які спостерігалися в житті литовців, отримавши у романах імена Норкайтіс, Крейвенас і Груштас, а також історичне тло та обставини совєцької окупації, обрані письменником для романів, в той час (1942) як про цю криваву сторінку литовської історії ніхто інший не писав.

## Твори

### Романи
- «Kryžiai» («Хрести») (1947, Німеччина)
- «Пил для червоного заходу» (1943, газета «Ateitis»)

### Збірки оповідань
- «Dailininkas Rauba». Vincas Ramonas. Viltis, 1963 — 240 стр. (Університет Міннесоти)
- «Miglotas rytas». Vincas Ramonas. Lietuviškos knygos klubas, 1960 — 166 стр. (Університет Міннесоти)